# Gropnița
Gropnița è un comune della Romania di 3 327 abitanti, ubicato nel distretto di Iași, nella regione storica della Moldavia.
Il comune è formato dall'unione di 6 villaggi: Bulbucani, Forăști, Gropnița, Mălăești, Săveni, Sângeri.